# حريتي (مجلة)
حريتي هي مجلة مصرية أسبوعية صيفاً، تصدر عن مؤسسة دار التحرير للطبع والنشر.

## التأسيس
تأسست مجلة حريتي في 11 فبراير (شباط) 1990 كمجلة أسبوعية اجتماعية وثقافية ورياضية وسياسية، وكان صاحب فكرة تأسيسها هو الكاتب والصحفي سمير رجب، والذي شغل أيضًا منصب أول رئيس تحرير للمجلة.

## رؤساء التحرير
كان الكاتب الصحفي سمير رجب هو أول رئيس تحرير لمجلة حريتي بعد تأسيسها، ثم ترأس تحريرها لسنوات الكاتب الصحفي عصام عمران حتى عام 2019، ويرأس تحرير المجلة في الوقت الحالي الكاتب الصحفي شريف عطية، ويشغل الناقد السينمائي مصطفى الكيلاني منصب نائب رئيس تحرير المجلة، ويرأس مجلس إدارتها سعد سليم.

## الكُتَّاب
- محمد أبو كريشة
- صالح إبراهيم
- ناجي قمحة
- سمير الجمل
- مجدي بدران
- محمد فتح الله
- فتحي الحلواني

## انتقادات ومساءلات قانونية
تعرضت مجلة حريتي عام لموجة عارمة من الانتقادات بسبب غلاف عددها الصادر في 30 مارس (آذار) 2019، والذي تضمن صورا زائفة بها تلميحات جنسية مسيئة للمثلين المصريين عمرو واكد وخالد أبو النجا، وهو ما يتعارض مع مواثيق شرف مهنة الصحافة والعمل الإعلامي، كما اتهمت الصحيفة الممثلين بالعمالة، وهو ما دفع المجلس الأعلى للإعلام والهيئة الوطنية للصحافة في مصر إلى التحقيق مع رئيس تحرير المجلة حول الغلاف المثير للجدل.
- قائمة مجلات مصر